# 内维奥·斯卡拉
内维奥·斯卡拉（義大利語：Nevio Scala，義大利語發音：[ˈnɛvjo ˈskala]，1947年11月22日—）是意大利足球教练和退役足球运动员，现任帕尔玛足球俱乐部主席。

## 球员生涯
斯卡拉生于威尼托大区帕多瓦省的洛佐阿泰斯蒂诺，曾为多家意大利顶级球队效力，包括AC米兰、罗马、维琴察、国际米兰，司职中场。球员生涯后期在福贾和蒙扎度过，并在阿德里亚退役。